# 朝倉古墳
朝倉古墳（あさくらこふん）は、高知県高知市朝倉にある古墳。高知県指定史跡に指定されている。
小蓮古墳（南国市岡豊町小蓮）・明見彦山1号墳（南国市明見）と合わせて「土佐三大古墳」と総称される。

## 概要
| 須恵器型式     | 特徴                          | 主な古墳     | 主な古墳                                                         |
| 須恵器型式     | 特徴                          | 盟主墳       | その他                                                           |
| -------------- | ----------------------------- | ------------ | ---------------------------------------------------------------- |
| TK10新相 -TK43 | 明見3号型石室導入             |              | 明見彦山3号墳 長畝4号墳 蒲原山東1・2号墳                         |
| TK43           | 舟岩型石室導入                | 伏原大塚古墳 |                                                                  |
| TK209          | 舟岩型石室普及 風水的選地導入 | 小蓮古墳     | 舟岩1・3・8号墳 明見彦山1号墳 一宮大塚古墳 三ツ塚下古墳 新改古墳 |
| TK217          | 角塚型石室導入                | 朝倉古墳     |                                                                  |

高知平野西部、朝倉神社神体山の赤鬼山（あかぎやま、高知県指定史跡）南麓に築造された古墳である。昭和初めの開墾のため墳丘封土を失っており、石室を露出する。数次の発掘調査が実施されている。
墳形は不明。埋葬施設は両袖式の横穴式石室で、全長は10メートル強を測る。石室からは明治初年に馬具・鉄鏃・須恵器が出土したと伝わる（遺物は所在不明）。石室には巨石が使用されており、その様相から古墳時代終末期の7世紀前半頃の築造と推定される。
古墳域は1950年（昭和25年）に高知県指定史跡に指定されている。

## 遺跡歴
- 明治初年、石室調査。甲冑・馬具・鉄鏃・須恵器の出土（所在不明）[1]。
- 1930年（昭和5年）、墳丘測量調査（青年団）[1]。
- 1935年（昭和10年）、石室調査。鉄鏃・須恵器片の出土[1]。
- 1950年（昭和25年）4月21日、高知県指定史跡に指定[7]。
- 2004年（平成16年）8月5-15日、測量・石室実測調査（高知大学人文学部考古学研究室、2005年に報告・2012年に総括報告）[1]。
- 2008年（平成20年）8月2日-9月1日、石室玄室内の発掘調査（高知大学人文学部考古学研究室、2009年に概要報告・2012年に総括報告）[8]。
- 2009年（平成21年）8月17日-9月25日、墳丘・石室羨道内・石室前庭内の発掘調査（高知大学人文学部考古学研究室、2010年に概要報告・2012年に総括報告）[5]。

## 埋葬施設

石室俯瞰図

石室展開図

埋葬施設としては両袖式横穴式石室が構築されている。石室の規模は次の通り。
- 玄室：長さ5.4メートル、幅2.6メートル
- 羨道：長さ3.9メートル（推定復元長さ4.9メートル[7]）、幅1.1メートル

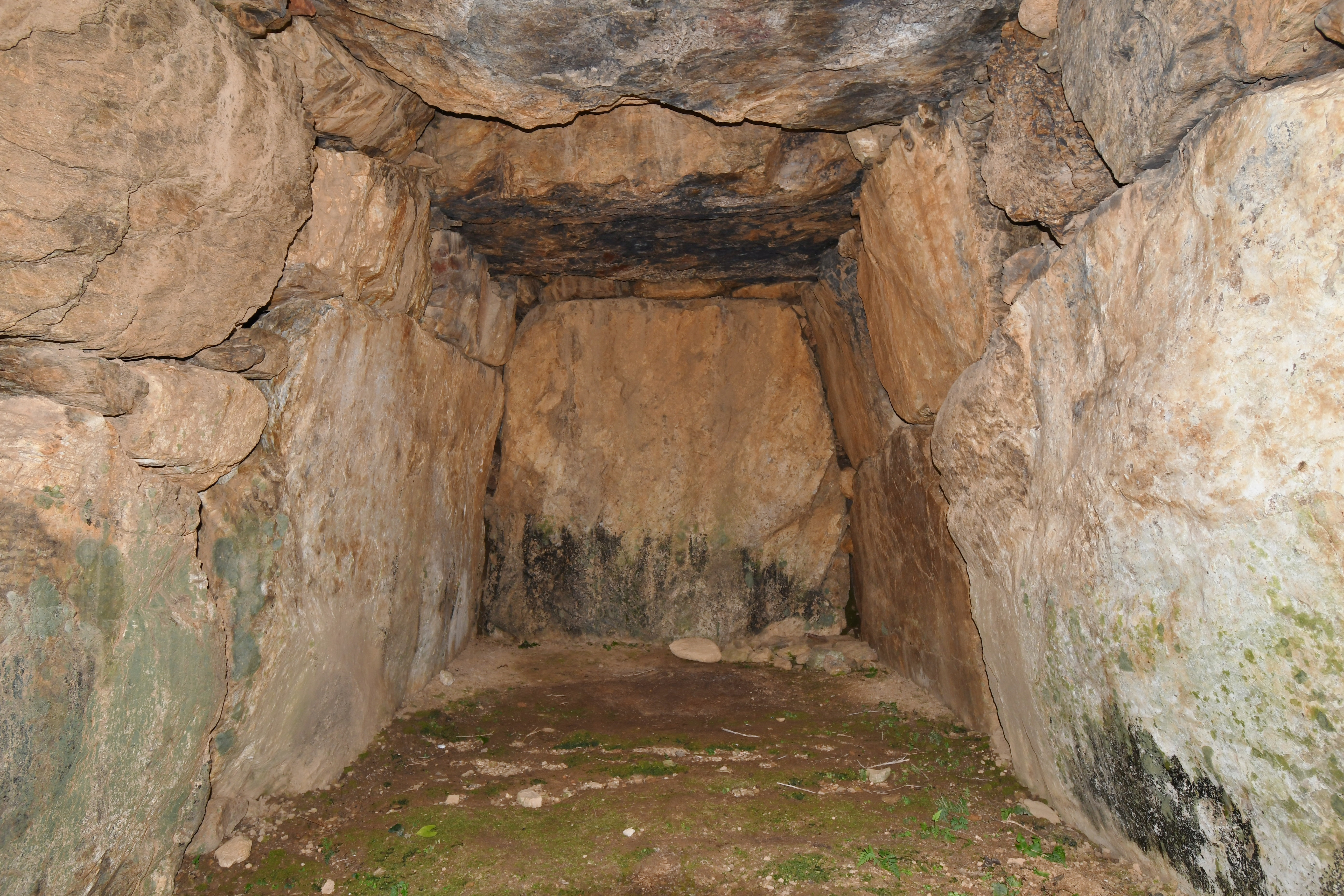
玄室（奥壁方向）
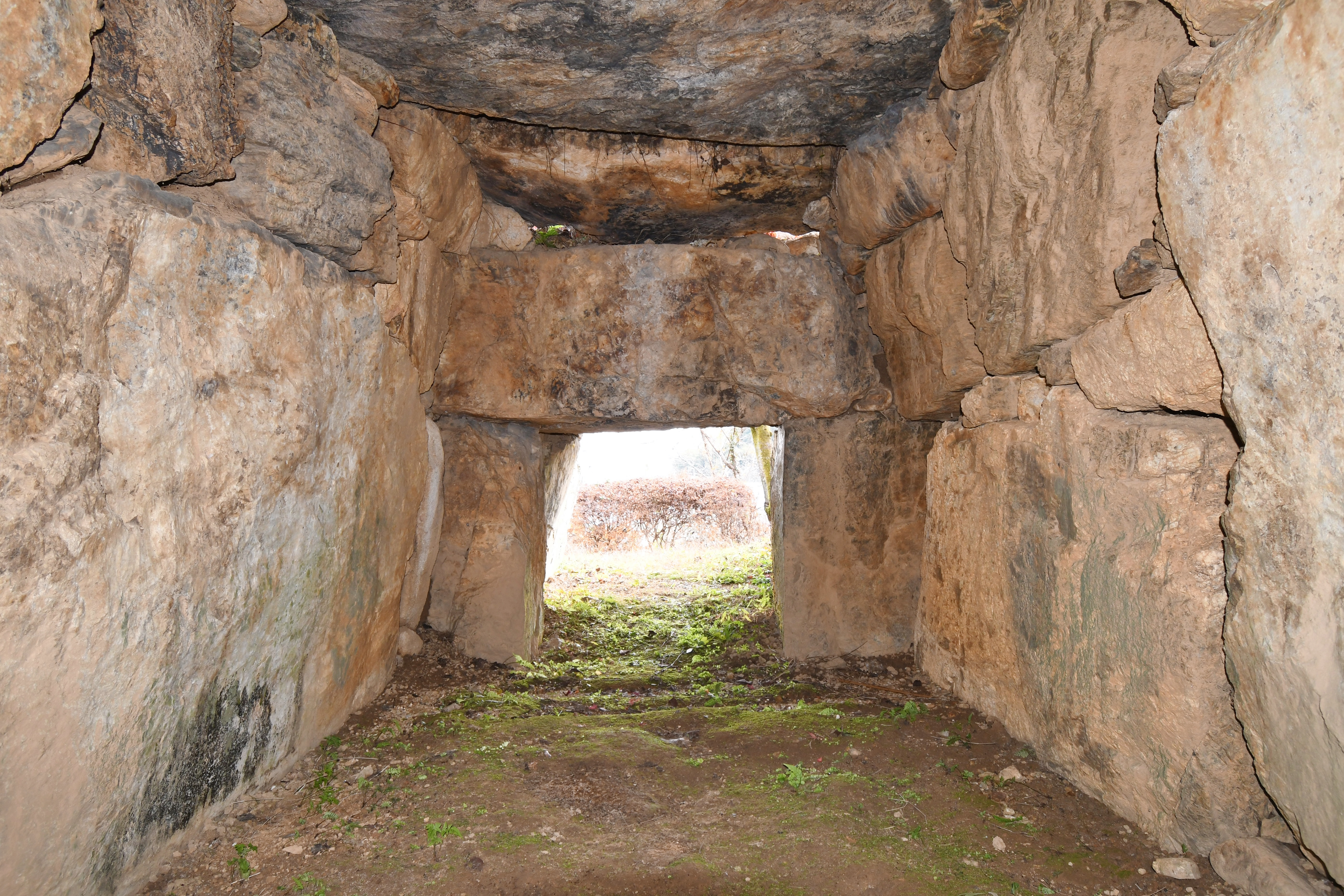
玄室（開口部方向）
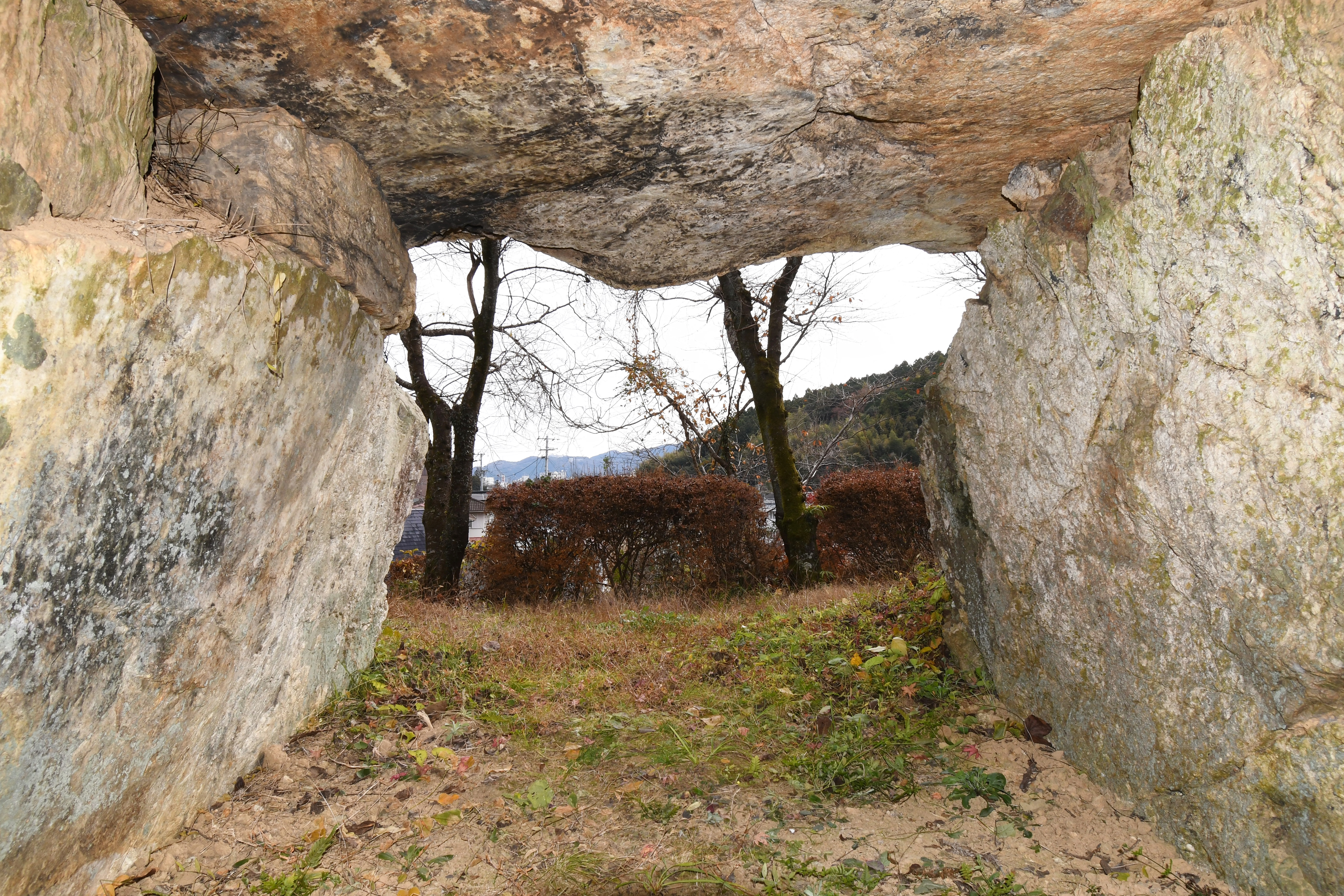
羨道（開口部方向）
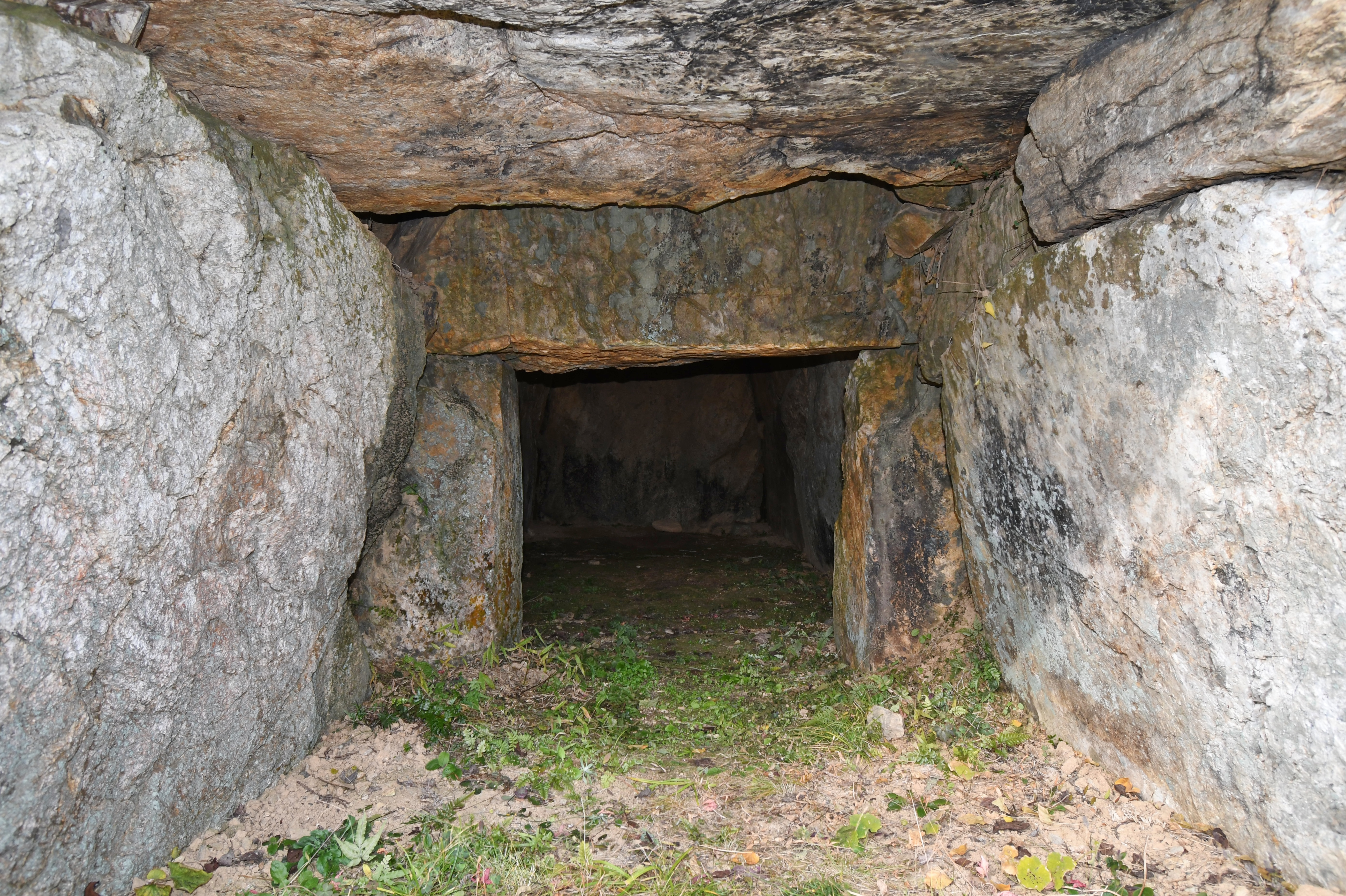
羨道（玄室方向）
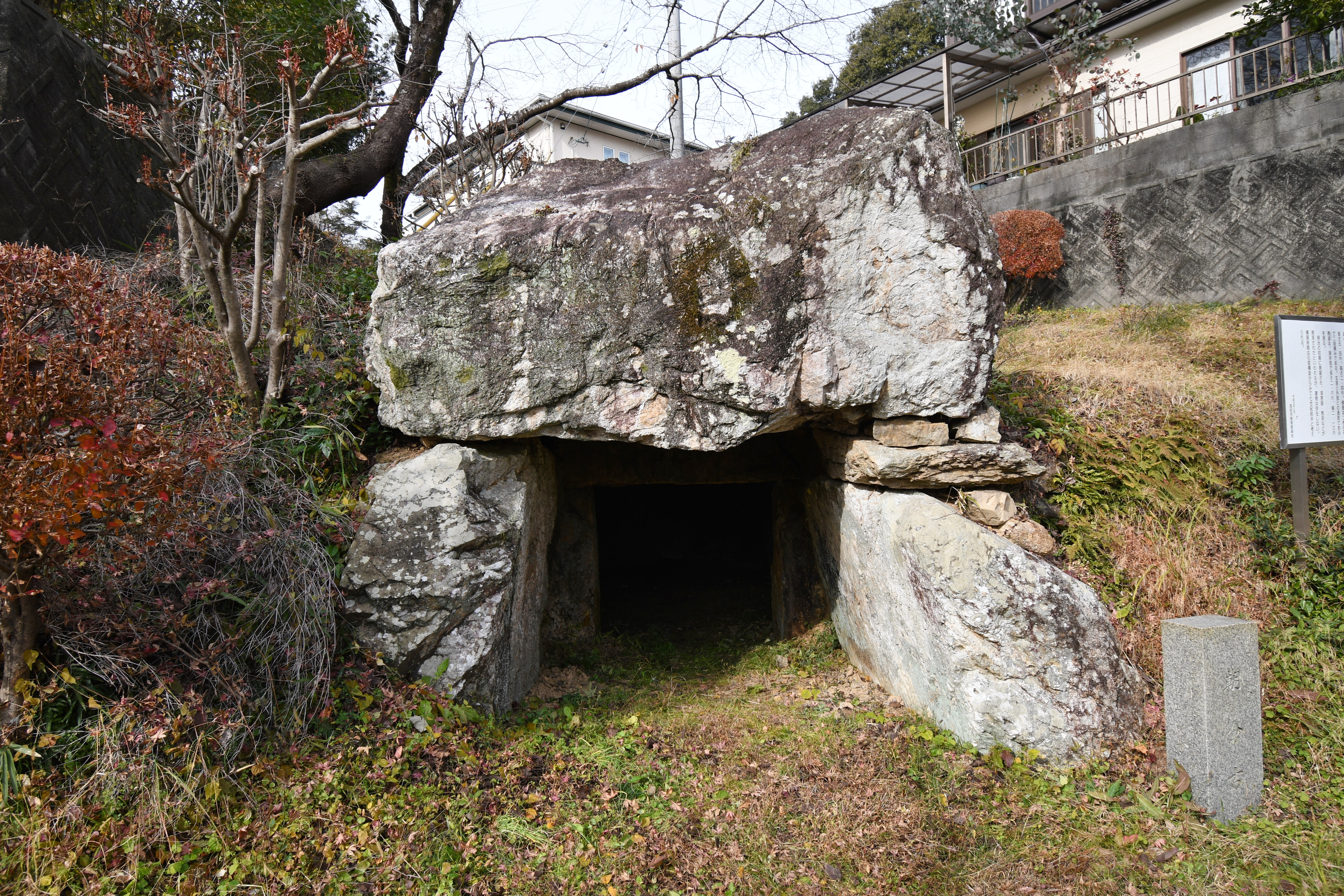
開口部

## 文化財

### 高知県指定文化財
- 史跡
  - 朝倉古墳 - 1950年（昭和25年）4月21日指定[7]。